# گیمبال

نمایش یک مجموعه گیمبال سه محوره ساده؛ حلقه میانی می‌تواند به گونه ایستا و ستونی ثابت بماند

جیمبال (به انگلیسی: Gimbal)، تلفظ انگلیسی: ˈdʒɪmb(ə)l، یک پشتیبان چرخشی و لولامانند است که شرایط گردش و چرخش یک شی دور یک محور را فراهم می‌سازد. یک مجموعه از سه جیمبال که یکی به صورت چرخش قطری بر روی دیگری سوار شده باشد می‌تواند حالتی را پدید آورد که درونی‌ترین جیمبال کاملاً مستقل از چرخش پشتیبان‎هایش ثابت و بی ‎‎جنبش و ایستا بر جای ماند (نگاه کنید به محور چوبی عمودی در پویانمایی روبرو). برای نمونه در کشتی‌ها چرخش‌نما، قطب‌نمای روی عرشه، اجاق یا نگهدارنده‌های نوشیدنی از جیمبال بهره می‌گیرند تا با نادیده گرفتن چرخش‌ها و فراز و نشیب‌های کشتی و با توجه به زاویه افق همواره راست و ستونی و ایستاده نگاه داشته شوند.

## گیمبال در عکاسی و فیلمبرداری
گیمبال (لرزشگیر یا تثبیت کننده تصویر)، تجهیزی است که به منظور حذف تکان و لرزش های حاصل از حرکت، تنفس و لرزش دست به منظور رسیدن به تصویری پایدار در فیلمبرداری و سینما مورد استفاده قرار می گیرد. 

### انواع گیمبال
گیمبال ها انواع گوناگونی دارند که همراه یک تجهیز ضبط ویدیو یا بدون آن می توانند عملکرد لرزشگیری را انجام دهند:
- گیمبال های مخصوص دوربین های دیجیتال
- گیمبال های مخصوص گوشی های موبایل هوشمند
- گیمبال OSMO POCKET